# جمهوری شورایی

نقشهٔ ۱۹۳۶ اتحاد جماهیر شوروی سوسیالیسیتی

جمهوری شورایی یا حکومت شوروی شکلی از نظام سیاسی است که در آن اعمال حاکمیت مستقیم و بلاواسطه توده‌ها جایگزین بوروکراسی، ارتش، پلیس و کلیه نیروهای مسلح حرفه‌ای مجزا از مردم می‌گردد و سیستم انتصابی مقامات به کلی برمی‌افتد و کلیه مناصب و مقامات دولتی از صدر تا ذیل، انتخابی و در هر لحظه قابل عزل می‌باشند. این شکل حکومت به عنوان مثال در اتحاد جماهیر شوروی سوسیالیستی و جماهیر آن یا جمهوری شورایی سوسیالیستی ایران به کار گرفته شد.
از این رو در حکومت شورایی:
1. ارتش و کلیه نیروهای مسلح حرفه‌ای مجزا از مردم منحل خواهند شد و تسلیح عمومی توده ای تحت اتوریته شوراها، جایگزین آن‌ها خواهد گردید.
2. تمام دستگاه بوروکراتیک برچیده خواهد شد و اعمال حاکمیت مستقیم توده‌ها از طریق شوراهایی که به مثابه نهادهای مقننه و مجریه عمل می‌کنند، برقرار خواهد شد.
3. سیستم انتصابی مقامات برخواهد افتاد و کلیه مناصب و مقامات نه فقط انتخابی بلکه هر لحظه که اکثریت انتخاب کنندگان اراده کردند، قابل عزل خواهند بود. تمام مقامات بلا استثناء، حقوقی معادل میانگین دستمزد یک کارگر حرفه ای دریافت خواهند کرد.
4. سیستم قضائی فعلی منحل می‌گردد و قضات نیز انتخابی و قابل عزل می‌شوند.

## فهرست
- اتحاد جماهیر شوروی یا هر یک از جمهوری‌های آن، از جمله جمهوری سوسیالیستی فدراتیو شوروی روسیه.
- Arbeiter- und Soldatenräte (شورای کارگران و سربازان) در طول انقلاب نوامبر ۱۹۱۸ آلمان، از جمله برمن (ژانویه تا فوریه ۱۹۱۹)، براونشوایگ، وورزبورگ، باواریا (آوریل تا مه ۱۹۱۹) و آلزاس (۸–۲۲ نوامبر ۱۹۱۹).
- جمهوری شوروی خلق بخاران، نام آن بعداً به جمهوری سوسیالیستی شوروی بخاران تغییر کرد (اکتبر ۱۹۲۰ - فوریه ۱۹۲۵).
- جمهوری شوروی چین، همچنین به عنوان «جیانگشی شوروی» (نوامبر ۱۹۳۱-سپتامبر ۱۹۳۷) به رهبری حزب کمونیست چین شناخته می‌شود.
- کمون کارگران استونی (نوامبر ۱۹۱۸ - فوریه ۱۹۱۹).
- جمهوری سوسیالیستی کارگری فنلاند (ژانویه تا آوریل ۱۹۱۸) فقط در جنوب فنلاند.
- جمهوری سوسیالیستی شوروی گالیسیا (۱۵ ژوئیه تا ۲۱ سپتامبر ۱۹۲۰) در سرزمین‌های تحت اشغال شوروی در طول جنگ لهستان و شوروی.
- جمهوری شوروی مجارستان (مارس تا اوت ۱۹۱۹) به رهبری حزب کمونیست مجارستان.
- جمهوری سوسیالیستی شوروی لیتوانی و بلاروس (فوریه تا اوت ۱۹۱۹).
- جمهوری شوروی سوسیالیستی ایرانی که با نام جمهوری شوروی گیلان نیز شناخته می‌شود (ژوئن ۱۹۲۰-سپتامبر ۱۹۲۱).
- جمهوری Užice (پاییز ۱۹۴۱)، یک کشور نظامی تحت حکومت پارتیزان در طول جنگ جهانی دوم.
- جمهوری شوروی اسلواکی (۱۶ ژوئن تا ۷ ژوئیه ۱۹۱۹) مستقیماً توسط جمهوری شوروی مجارستان حمایت می‌شود.
- جمهوری شوروی نایسار (دسامبر ۱۹۱۷ - فوریه ۱۹۱۸) در جزیرهٔ استونیایی در دریای بالتیک.
- جمهوری سوسیالیستی شوروی لیتوانی (دسامبر ۱۹۱۸ - فوریه ۱۹۱۹).
- جمهوری شوروی سوسیالیستی لتونی (دسامبر ۱۹۱۸-ژانویه ۱۹۲۰).
- جمهوری خلق شوروی اوکراین (دسامبر ۱۹۱۷-مارس ۱۹۱۸).
- جمهوری شوروی اوکراین (مارس تا آوریل ۱۹۱۸).
- جمهوری سوسیالیستی شوروی بلاروس (ژانویه تا فوریه ۱۹۱۹).